# كامبل سميث
كامبل سميث (21 مارس 1960 - ) (بالإنجليزية: Campbell Smith)‏ هو لاعب كريكت نيوزلندي.